# Diaphorocellus rufus
Diaphorocellus rufus is een spinnensoort uit de familie Palpimanidae. De soort komt voor in Tanzania.